# Hărsovska reka (sit SPA)
Hărsovska reka este o arie protejată (arie de protecție specială avifaunistică — SPA) din Bulgaria întinsă pe o suprafață de 35.428,63 ha, integral pe uscat.

## Localizare
Centrul sitului Hărsovska reka este situat la coordonatele 43°52′56″N 27°21′23″E / 43.882222°N 27.356389°E.

## Înființare
Situl Hărsovska reka a fost declarat arie de protecție specială avifaunistică în martie 2007 pentru a proteja 35 de specii de animale.

## Biodiversitate
Situată în ecoregiunea continentală, aria protejată nu include niciun habitat protejat.
La baza desemnării sitului se află mai multe specii protejate de  păsări (35): uliu cu picioare scurte (Accipiter brevipes), uliu păsărar (Accipiter nisus), pescăruș albastru (Alcedo atthis), fâsă-de-câmp (Anthus campestris), acvilă de munte (Aquila chrysaetos), acvilă țipătoare mică (Aquila pomarina), buha (Bubo bubo), șorecarul comun (Buteo buteo), șorecar mare (Buteo rufinus), ciocârlie-cu-degete-scurte (Calandrella brachydactyla), caprimulg (Caprimulgus europaeus), barză albă (Ciconia ciconia), barză neagră (Ciconia nigra), șerpar (Circaetus gallicus), erete alb (Circus macrourus), erete cenușiu (Circus pygargus), dumbrăveancă (Coracias garrulus), ciocănitoarea de stejar (Dendrocopos medius), ciocănitoare de grădină (Dendrocopos syriacus), ciocănitoare neagră (Dryocopus martius), presură de grădină (Emberiza hortulana), șoim dunărean (Falco cherrug), șoimul rândunelelor (Falco subbuteo), vânturel roșu (Falco tinnunculus), acvilă pitică (Hieraaetus pennatus), sfrâncioc roșiatic (Lanius collurio), sfrânciocul cu frunte neagră (Lanius minor), ciocârlie de pădure (Lullula arborea), prigoare (Merops apiaster), gaia neagră (Milvus migrans), vultur egiptean (Neophron percnopterus), viespar (Pernis apivorus), ciocănitoare verzuie (Picus canus), silvie porumbacă (Sylvia nisoria), călifar roșu (Tadorna ferruginea)
Pe lângă speciile protejate, pe teritoriul sitului au mai fost identificate 26 de specii de păsări.